# Carl Sigmund Felix von Reitzenstein

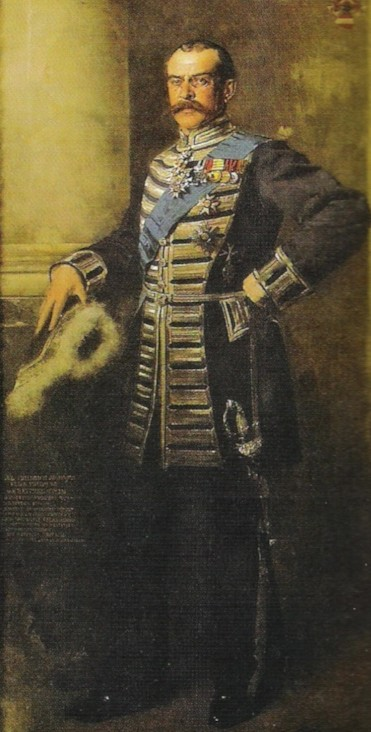
Carl Freiherr von Reitzenstein in der Uniform eines königlich-württembergischen Kammerherrn und Oberhofmeisters auf einem posthum entstandenen Porträt aus dem Jahre 1897. Das von Rudolf Huthsteiner ausgeführte Gemälde befindet sich im Eingangsbereich der Villa Reitzenstein in Stuttgart.

Carl Friedrich Sigmund Felix Freiherr von Reitzenstein (* 6. September 1848 in Ulm; † 28. März 1897 in Baden-Baden) war ein württembergischer Offizier und Kammerherr.

## Leben
Carl von Reitzenstein war der Sohn des Generals Karl Bernhard von Reitzenstein. Er entstammte der Linie Zoppaten des fränkischen Uradelsgeschlechts von Reitzenstein. Wie sein Vater trat Carl von Reitzenstein in den Dienst der Württembergischen Armee und durchlief die Offiziersränge bis zum Oberstleutnant. Im Gegensatz zu seinem Vater schied er früh aus dem aktiven Militärdienst aus und war stattdessen Hofbeamter, womit seine Offiziersränge mit dem Zusatz z. D. (gemäß der Militärsprache „zur Disposition“) versehen waren.
Am 3. Oktober 1876 heiratete er auf dem Landsitz seines zukünftigen Schwiegervaters Eduard Hallberger in Tutzing am Starnberger See dessen jüngere Tochter Helene Hallberger. Bei seiner Hochzeit war Reitzenstein Rittmeister. Knapp vier Jahre nach der Hochzeit starb der Schwiegervater Eduard Hallberger im Sommer 1880. Nun erbte Helene von Reitzenstein (1853–1944) je zur Hälfte mit ihrer älteren Schwester Gabriele von Eichborn (1850–1915) das gesamte väterliche Vermögen. Es belief sich für Helene von Reitzenstein auf etwa 5 Millionen Mark mit einem jährlichen Einkommen von etwa 250.000 Mark. Damit konnte sie 1889 den Stammsitz der Freiherren von Reitzenstein, das Schloss Reitzenstein im oberfränkischen Issigau bei Naila, für ihren Mann und sein Adelsgeschlecht zurückerwerben.
Unter König Karl von Württemberg bekleidete Reitzenstein schließlich den Rang eines Majors z.D. und stieg bis zum Stallmeister auf. Unter König Wilhelm II. wurde er zum Flügeladjutanten, Oberstleutnant z.D. und Oberhofmeister der Königin Charlotte von Württemberg.
Die von Carl und Helene von Reitzenstein geführte Ehe stand im Rampenlicht der Gesellschaft der königlichen Residenz in Stuttgart. Carl von Reitzenstein starb jedoch früh und ohne Nachkommen, so dass die Linie Reitzenstein-Zoppaten damit erloschen war. Sein Grab befindet sich auf dem Stuttgarter Pragfriedhof.

## Villa Reitzenstein
Ein bleibendes Denkmal für ihren verstorbenen Gatten schuf Helene von Reitzenstein, indem sie zwischen 1910 und 1913 die Villa Reitzenstein in Stuttgart errichten ließ, als deren Namenspatron Carl von Reitzenstein gilt. Die Villa fungierte ab 1925 zunächst als Sitz des württembergischen Staatspräsidenten und ab 1933 der Gau-Leitung der NSDAP. In der Nachkriegszeit war die Villa vorübergehend Sitz des Länderrats der Amerikanischen Besatzungszone und wird seit 1952 als Dienstsitz des Ministerpräsidenten von Baden-Württemberg verwendet.